# Sickology 101
Sickology 101 – album studyjny amerykańskiego rapera Tech N9ne, wydany 28 kwietnia 2009 roku przez Strange Music.

## Lista utworów
Źródło: AllMusic
| Nr  | Tytuł                               | Długość |
| --- | ----------------------------------- | ------- |
| 1.  | „Sickology 101”                     | 3:42    |
| 2.  | „Midwest Choppers”                  | 4:34    |
| 3.  | „Ghetto Love”                       | 5:15    |
| 4.  | „Poh Me Anutha”                     | 4:09    |
| 5.  | „We Kixin’ It”                      | 3:42    |
| 6.  | „Nothin’”                           | 3:45    |
| 7.  | „Let Me in”                         | 5:52    |
| 8.  | „In the Air”                        | 4:18    |
| 9.  | „Blown Away”                        | 4:51    |
| 10. | „Party and Bullshit”                | 4:25    |
| 11. | „Grammys (Skit)”                    | 1:13    |
| 12. | „Sorry N’ Shit”                     | 5:50    |
| 13. | „Dysfunctional”                     | 4:00    |
| 14. | „Far Away”                          | 3:37    |
| 15. | „Spelling Bee (Skit)”               | 1:15    |
| 16. | „Creepin’”                          | 5:04    |
| 17. | „Red Nose/Bootlegger (Skit)”        | 5:26    |
| 18. | „Areola 18/Bootlegger Outro (Skit)” | 4:28    |

## Produkcja i wydanie
Sickology 101 był nagrywany w TrackHouse Recording. Album został wydany 28 kwietnia 2009 roku przez Strange Music.

## Pozycje na listach i sprzedaż
| Państwo           | Lista (2009)  | Najwyższa pozycja |
| ----------------- | ------------- | ----------------- |
| Stany Zjednoczone | Billboard 200 | 23                |

| Państwo           | Sprzedaż |
| ----------------- | -------- |
| Stany Zjednoczone | 180 000  |